# Dautmergen
Dautmergen település Németországban, azon belül Baden-Württembergben. Lakosainak száma 447 fő (2023. december 31.). Dautmergen Schömberg, Zimmern unter der Burg, Rosenfeld, Geislingen és Dormettingen községekkel határos.

## Népesség
A település népessége az elmúlt években az alábbi módon változott:
| Lakosok száma | 305  | 301  | 347  | 327  | 324  | 390  | 393  | 416  | 395  | 447  |
|               | 1961 | 1967 | 1974 | 1980 | 1986 | 1993 | 1999 | 2005 | 2012 | 2023 |